# Леви Ешкол
Леви Ешкол (на иврит: לֵוִי אֶשְׁכּוֹל) е израелски политик от партията Мапаи.

## Биография
Той е роден на 25 октомври 1895 година в село Оратив в Украйна, Руската империя. През 1914 година емигрира в Палестина.
След създаването на Израел е министър на земеделието (1951 – 1952) и министър на финансите (1952 – 1963) в правителствата на Давид Бен-Гурион и Моше Шарет, министър на отбраната. От 1963 година до смъртта си е министър-председател.
Леви Ешкол умира на 26 февруари 1969 година в Йерусалим.